# هينريتش بلوخمان
هينريتش بلوخمان (بالألمانية: Heinrich Blochmann)‏ هو مترجم ألماني، ولد في 8 يناير 1838 في درسدن في ألمانيا، وتوفي في 13 يوليو 1878 في كلكتا في الهند.